# Kochi Tuskers Kerala
A Kochi Tuskers Kerala (malajálam nyelven: കൊച്ചി ടസ്കേഴ്സ് കേരള, nevének jelentése: koccsi agyarasok, Kerala) a legnagyobb indiai Húsz20-as krikettbajnokság, az Indian Premier League egyik résztvevő csapata volt, de csak egyetlen szezonban, a 2011-esben szerepelt. Otthona Kerala állam egyik nagyvárosa, Koccsi, hazai pályája a Dzsaváharlál Nehru Stadion volt. Logójuk egy stilizált elefántfejet ábrázolt, benne a klub nevével.

## Története
Az IPL már 2008 óta létezett, de csak 8 csapat versengett benne. Hamarosan felmerült az igény, hogy ezt a számot tízre kellene bővíteni, ezért 2010 márciusában árverést tartottak, ahol 12 kijelölt városra lehetett ajánlatot tenni, és a két győztes helyszínen alakulhatott meg egy-egy új IPL-klub. Az első helyen Púne végzett egy 370 millió dolláros ajánlattal (ott alakult meg a Pune Warriors India), míg a második Koccsi lett, az itteni csapatért a Rendezvous Sports Group 333 millió dollárt kínált. Így alakult meg a Kochi Tuskers Kerala.
Eredetileg a klub neve Indi Commandos lett volna, de a szurkolók ezen a néven felháborodtak, mivel szerintük nem fejezte ki a kötődést a székvároshoz vagy az államhoz.
A Tuskers végül csak egyetlen szezont játszott le, ahol a 10 közül a 8. helyen végzett, de ezek után nem teljesítette a pénzügyi feltételeket, ezért a szervezők kizárták az IPL-ből, így a csapat meg is szűnt.

## Eredményei az IPL-ben
| Év   | Alapszakasz-helyezés | Eredmény a rájátszásban |
| ---- | -------------------- | ----------------------- |
| 2011 | 8. hely              |                         |